# Aloe principis
Aloe principis é uma espécie de liliopsida do gênero Aloe, pertencente à família Asphodelaceae.